# Bohon
Bohon is een gehucht in de Belgische gemeente Durbuy. Bohon ligt zo'n 1,5 kilometer ten noordoosten van de kern Durbuy en 1 kilometer ten noordwesten van Barvaux, waartoe het tot de gemeentefusie van 1976 behoorde. Het dorp ligt op de zuidflank van een kleine heuvel, aan de noordzijde omgeven door lagergelegen graslanden langs de meanderende Ourthe. 
Bohon was een landbouwgehucht, getuige de vele hoeves en boerderijtjes in natuursteen of baksteen. In de 21e eeuw is het dorp vooral gericht op toerisme, met meerdere gîtes. Het sportcentrum en zwembad van de gemeente Durbuy is eveneens gelegen in Bohon. Afgezien van de bouw van een wijk met vakantiehuizen ten zuiden van Bohon, had het dorp in het eerste kwart van de 21e eeuw nog min of meer dezelfde omvang als in de 19e eeuw.
Ten noorden van het dorp liggen de grotten van Bohon, een stelsel van onderaardse grotten gevormd door de Ourthe in de Calestienne. 